# Радован Макић
Радован Макић (Романовци, Босанска Градишка 25. јун 1924 — Београд, 12. април 2008) био је учеснк Народноослободилачке борбе, друштвено-политички радник СФР Југославије и СР БиХ и амбасадор СФРЈ у СР Њемачкој.

## Биографија
Основну школу завршио је у родном мјесту, а нижу гимназију у Босанској Градишци. Као омладинац учествовао је у устанку у Поткозарју и Лијевчу пољу
1941. године. Нијемци су га заробили и одвели на принудни рад у Трећи Рајх. Послије рата и повратка из заробљеништва завршио је Учитељску школу у Бањој Луци и запослио се као учитељ у селу Пријебљезима код Српца. Касније је постао функционер на бројним дужностима у органима и институцијама СРБиХ и СФРЈ, прво као друштвено-политички радник, а потом и као привредник и банкар. Између осталог, био је секретар Општинског комитета КПЈ у Српцу, затим предсједник Задружног савеза Бања Лука, предсједник срезова Градишка и Бања Лука, директор предузећа „Руди Чајавец“ из Бање Луке 1964–1967, директор Службе друштвеног књиговодства Југославије 1967–1971, а у периоду 1971–1977. био је директор Инвестиционе банке, те оснивач и директор Привредне банке Сарајево и предсједник Привредне коморе БиХ. Био је и посланик у Народној скупштини БиХ
и Савезној скупштини СФРЈ, у више сазива, амбасадор СФРЈ у СР Њемачкој 1977–1981, гуверенер Народне банке Југославије 1981–1986. и гувернер у Међународном монетарном фонду. Послије тога постао је члан Савезног извршног вијећа, без портфеља (до 1989), и предсједник Међурепубличке комисије за финансије (1986–1989). У међувремену је био предсједник Удружења банака Југославије. Један је од оснивача Цептер банке у Београду и у Бањој Луци, а ангажовао се и у осни- вању Народне банке Републике Српске. Био је и члан Сената Републике Српске у првом сазиву. Носилац је партизанске Споменице 1941. Добитник је награде ЗАВНОБИХ 1985. године.